# بیل بلامی
بیل بلامی (به انگلیسی: Bill Bellamy) (زاده ۷ آوریل ۱۹۶۵) یک بازیگر و استندآپ کمدین آمریکایی است.
او در فیلم عشق حقیر بازی کرده‌است.